# Apol·lòfanes Soter
Apol·lòfanes Soter (en grec antic: Ἀπολλοφάνης Σώτηρ 'Apol·lòfanes el Salvador'; en llatí: Apollophanes Soter) fou un rei indogrec a la zona del Panjab oriental. Osmund Bopearachchi situa el seu regnat aproximadament del 35 al 25 aC, i Robert C. Senior accepta aquesta datació. Antics erudits especialistes com Ahmed Hasan Dani, W. W. Tarn i A. K. Narain dataven Apol·lòfanes considerablement abans, però per l'estudi de l'estil de les monedes i el lloc on s'han trobat, això avui està descartat i és segur que fou un rei de la darrera línia indogrega del Panjab oriental poc abans de ser eliminats.
Tot el que se'n sap resulta de les seves monedes. Podria ser un parent d'Apol·lòdot II, amb qui va compartir l'epítet de Soter ('Salvador'); el seu nom amb el prefix Apol·lo-, i l'ús a la part de darrere de les monedes de Pal·les Atena, reforcen aquesta vinculació.
Apol·lòfanes va emetre unes quantes dracmes d'argent batudes amb un sol monograma i de poca qualitat artística. Sembla que fou un petit governant de poca importància; en una representació sembla que porta un elm macedoni del tipus del mosaic d'Alexandre el Gran de Pompeia, que fou el darrer rei indogrec que el va utilitzar.